# Ляхович Сергій Петрович
Ляхович Сергій Петрович (біл. Сяргей Пятровіч Ляховіч, 29 травня 1976, Вітебськ) — білоруський професійний боксер, призер чемпіонату світу серед аматорів, чемпіон світу за версією WBO (2006) у важкій вазі.

## Аматорська кар'єра
На чемпіонаті Європи 1996 переміг Хосуе Блокю (Франція), але в наступному бою програв Олексію Лезіну (Росія).
На Олімпійських іграх 1996 програв у першому бою Паеа Вольфграмм (Тонга) — 9-10.
На чемпіонаті світу 1997 завоював бронзову медаль.
- В 1/8 фіналу переміг Александра Юр'єва (Болгарія) — AB 4
- В 1/4 фіналу переміг Серіка Умірбекова (Казахстан) — 2(+)-2
- У півфіналі програв Георгію Канделакі (Грузія) — 3-5

На чемпіонаті Європи 1998 переміг Одлі Гаррісона (Англія) — 5(+)-5, але в наступному бою програв Олексію Лезіну (Росія) — 3-4.

## Професіональна кар'єра
1998 перейшов до професійного боксу. Після трьох перемог переїхав до США.
Впродовж 1998—2001 років провів шістнадцять переможних боїв. На шляху до бою за звання чемпіона світу 1 червня 2002 року несподівано зазнав першої в профікар'єрі поразки, програвши нокаутом у дев'ятому раунді Моррісу Гаррісу (США).
3 грудня 2004 року Сяргєй Ляхович здобув дуже важливу для подальшої кар'єри перемогу одностайним рішенням суддів над Домініком Гуінном (США).
1 квітня 2006 року в бою за титул чемпіона світу за версією WBO у важкій вазі вазі переміг одностайним рішенням суддів Леймона Брюстера (США). Та вже в наступному бою 16 лютого 2008 року втратив звання чемпіона, поступившись нокаутом у дванадцятому раунді Шеннону Бріґґзу (США). Ляхович у всіх трьох суддів вигравав за очками після одинадцяти раундів. Однак у дванадцятому раунді білорус опинився у нокдауні, а після відновлення бою Бріггз нокаутував його.